# 安立綱光
安立 綱光（あだち つなみつ、1901年4月15日 – 1981年11月2日） は、日本の昆虫学者。
1921-1922年兵役をへて、1925年に東京大学農学部に入学し卒業。1932年に助手となり、1948年に助教授。 1954年、東洋大学教授に就任。 彼は1976年に退官。 
足立は主に昆虫学に関する75の科学論文を執筆しており、そのほとんどがハネカクシに関するものであった。 彼の発見した11の新種はすべて日本から。 